# Bryoptera albiplaga
Bryoptera albiplaga là một loài bướm đêm trong họ Geometridae, được Warren miêu tả khoa học lần đầu tiên năm 1906.